# Live at Budokan (album Ozzy’ego Osbourne’a)
Live at Budokan – piąta oficjalna płyta koncertowa brytyjskiego wokalisty Ozzy'ego Osbourne'a, wydana 25 czerwca 2002 roku. Nagrywana była 15 lutego 2002 roku, na koncercie w sali Nippon Budokan w Tokio.

## Lista utworów
Źródło.

### CD
1. "I Don't Know" – 5:51
2. "That I Never Had" – 4:12
3. "Believer" – 4:56
4. "Junkie" – 4:16
5. "Mr. Crowley" – 6:44
6. "Gets Me Through" – 4:15
7. "No More Tears" – 7:13
8. "I Don't Want To Change The World" – 4:14
9. "Road To Nowhere" – 5:52
10. "Crazy Train" – 5:56
11. "Mama, I'm Coming Home" – 4:37
12. "Bark At The Moon" – 4:29
13. "Paranoid" – 3:49

### DVD
1. "I Don't Know"
2. "That I Never Had"
3. "Believer"
4. "Junkie"
5. "Mr. Crowley"
6. "Gets Me Through"
7. "Suicide Solution"
8. "No More Tears"
9. "I Don't Want To Change The World"
10. "Road To Nowhere"
11. "Crazy Train"
12. "Mama, I'm Coming Home"
13. "Bark At The Moon"
14. "Paranoid"

## Skład zespołu
- Ozzy Osbourne – wokal
- Zakk Wylde – gitara
- Robert Trujillo – gitara basowa
- Mike Bordin – perkusja
- John Sinclair – klawisze